# Tamaran (fictieve planeet)
Tamaran is een fictieve planeet uit de verhalen van DC Comics, de planeet wordt bewoond door Tamaraneans, een buitenaards ras. De eerste Tamaranean die geïntroduceerd werd was Koriand'r, beter bekend als Starfire. Andere Tamaraneans zijn Komand'r, Starfire's zus, ook wel bekend als Blackfire, haar jongere broertje Ryand'r en haar ouders Myand'r en Luand'r.